# Thái Giáp
Thái Giáp (chữ Hán: 太甲, trị vì: 1754 TCN – 1721 TCN) (cũng gọi là Tổ Giáp), tên thật Tử Chí (太丁), là vị vua thứ tư của nhà Thương trong lịch sử Trung Quốc.

## Lên ngôi
Thái Giáp là con thứ của Thái Đinh (太丁) – con cả vua Thành Thang. Thái Đinh mất sớm trước vua cha. Khi Thành Thang qua đời, Thái Giáp còn ít tuổi, đại thần Y Doãn (伊尹) lập con thứ của Thang là Ngoại Bính (外丙) lên ngôi.
Sau đó Ngoại Bính và người em là Trọng Nhâm (仲壬) nối nhau làm vua rồi qua đời. Năm 1754 TCN, Trọng Nhâm mất, Thái Giáp đã lớn nên được Y Doãn đưa lên ngôi vua.

## Cai trị

### Bị đày ở Đổng Cung
Y Doãn làm phụ chính, tận tình dạy dỗ vị vua trẻ tuổi. Y Doãn nói với Thái Giáp:
Bậc đế vương phải yêu dân, càng phải chăm chỉ học tập tinh thần trị nước của tổ phụ Thang
Y Doãn còn lấy bài học vua Kiệt nhà Hạ mất nước để khuyên răn ấu chúa. Tuy nhiên, Thái Giáp từ nhỏ sống trong cảnh quyền quý, chỉ hưởng lạc mà không làm việc và là một người cai trị chuyên quyền đối xử với mọi người rất tồi tệ. Ông không nghe những lời dạy của Y Doãn, vẫn chơi bời phóng túng.
Thấy Thái Giáp như vậy, Y Doãn bèn dùng biện pháp mạnh, đày ông ra Đổng Cung (桐宫), nay thuộc phía Tây Nam quận Yển Sư của huyện Hà Nam (偃師縣) gần lăng miếu của Thành Thang và tự mình nắm quyền chính. Ngoài ra, Y Doãn còn sai người đến giám sát Thái Giáp để ông suy nghĩ và tỉnh ngộ.

### Đích thân chấp chính
Sau 3 năm, Thái Giáp hiểu ra sai lầm của mình, quyết tâm sửa chữa khuyết điểm. Khi thấy Thái Giáp biết tu tỉnh, Y Doãn đích thân đến đón rước vua về kinh đô và trao lại quyền hành cho Thái Giáp. Thái Giáp trở thành một vị vua tài ba của nhà Thương. Vì vậy, trong năm thứ 10 của triều Thái Giáp, Y Doãn từ chức và về hưu, được nhà vua ban hiệu là Trung Tông (中宗) sau khi ông chết
Có ý kiến căn cứ vào Trúc thư kỉ niên cho rằng: không phải Y Doãn trả lại ngôi cho Thái Giáp mà đã đày Thái Giáp ra Đổng Cung rồi cướp lấy ngôi nhà Thương. Sau 7 năm, Thái Giáp trốn khỏi Đổng Cung, giết chết Y Doãn giành lại ngôi, phục hồi nhà Thương. Dù trị tội Y Doãn nhưng Thái Giáp vẫn lập hai người con của Y Doãn là Y Trắc (伊陟) và Y Phấn (伊奋) làm tế tự cho Y Doãn. Ông chia đôi tài sản của Y Doãn cho hai người con .
Kể từ khi bằng chứng khảo cổ cho thấy rằng Y Doạn vẫn được tôn thờ bởi người dân của Thương vài trăm năm sau cái chết của ông, ý kiến ban đầu được coi là đáng tin cậy hơn.
Thái Giáp làm vua 33 năm (Sử ký Tư Mã Thiên và Trúc thư kỉ niên ghi là 12 năm), qua đời khoảng năm 1731 TCN. Vì những thành tựu trong thời gian ở ngôi, ông được truy tôn miếu hiệu là Thái Tông. Con ông là Ốc Đinh (沃丁) lên kế vị .
Giáp cốt văn khai quật tại Ân Khư thì lại ghi ông là vua thứ ba của nhà Thương, kế nghiệp cha là Thái Đinh (大丁), tên sau khi chết là Đại Giáp và được nối ngôi bởi em trai Ngoại Bính (卜丙) .